# 10-デアセチルバッカチン
10-デアセチルバッカチン(10-deacetylbaccatins)は、厳密にはタイヘイヨウイチイ(Taxus brevifolia)から単離された天然の有機化合物とその関連化合物のことを指す。10-デアセチルバッカチンIIIは、抗ガン剤であるパクリタキセル（タキソール®）の化学合成における中間体である。